# Lactura
Lactura is een geslacht van vlinders van de familie Lacturidae.

## Soorten
- L. acrantha Diakonoff, 1955
- L. aglaodora Turner, 1941
- L. albofimbriata Walsingham, 1900
- L. anaemoptila Diakonoff, 1955
- L. anthina Durrant, 1916
- L. apoplectica Meyrick, 1930
- L. atrolinea Barnes, 1913
- L. aureocuprea Walker, 1866
- L. aurosa Diakonoff, 1955
- L. autocosma Meyrick, 1923
- L. bancrofti Lucas, 1889
- L. basistriga Barnes, 1913
- L. bisecta Diakonoff, 1955
- L. britomartis Meyrick, 1923
- L. calliphylla (Turner, 1903)
- L. callipyra Meyrick, 1928
- L. callopisma (Walsingham, 1900)
- L. caminaea Meyrick, 1886
- L. captatrix Meyrick, 1923
- L. citrina Busck, 1913
- L. clitodes Turner, 1932
- L. coacervata Meyrick, 1938
- L. coleoxantha Meyrick, 1923
- L. coronopis Meyrick, 1928
- L. cristata Butler, 1886
- L. dichroa Durrant, 1915
- L. dives Walker, 1854
- L. eclipticopa Meyrick, 1928
- L. egregiella (Walker, 1866)
- L. empedarthra Meyrick, 1923
- L. erythractis Meyrick, 1886
- L. erythrodendron Diakonoff, 1955
- L. erythrodesma Meyrick, 1930
- L. eurycrates Meyrick, 1923
- L. eurylyca Meyrick, 1928
- L. eurypercna Meyrick, 1930
- L. euthoracica Schaus, 1912
- L. floricoma Meyrick, 1923
- L. haplochroa Turner, 1932
- L. heliantha Meyrick, 1918
- L. infevescens Meyrick, 1930
- L. insecutrix Meyrick, 1923
- L. irrorata Busck, 1913
- L. laeta Hübner, 1825
- L. laetifera (Walker, 1864)

- L. lateralis Dyar, 1912
- L. leucophthalma Meyrick, 1907
- L. mactata Felder, 1903
- L. magocosma (Meyrick, 1930)
- L. marsyas Meyrick, 1938
- L. ophioglossa Meyrick, 1923
- L. ophiucha Meyrick, 1923
- L. oroglypta Meyrick, 1930
- L. panopsia Turner, 1927
- L. parallela Meyrick, 1889
- L. persicopa Meyrick, 1928
- L. phlogopa Meyrick, 1886
- L. phoenobapta (Turner, 1903)
- L. pilcheri Lucas, 1891
- L. platyorma Meyrick, 1924
- L. plectica Diakonoff, 1955
- L. psammitis (Zeller, 1872)
- L. pseudophile Dyar, 1912
- L. pteropoecila Turner, 1913
- L. pyrilampis Meyrick, 1886
- L. pyronympha Meyrick, 1923
- L. quadrifrenis Meyrick, 1936
- L. rhodocentra Meyrick, 1913
- L. rhodographa Meyrick, 1928
- L. rhodomochla Turner, 1941
- L. rubriflora Meyrick, 1930
- L. rubritexta Meyrick, 1913
- L. rutila Calv., 1890
- L. sanguiflua Meyrick, 1924
- L. schausia Busck, 1920
- L. schenoxantha Schaus, 1912
- L. spatula Busck, 1913
- L. subfervens Walker, 1854
- L. suffusa (Walker, 1854)